# Шопен, Кейт
Кейт Шопен (англ. Kate Chopin), урождённая Кэтрин О’Флаэрти (англ. Catherine O'Flaherty, 8 февраля 1850 — 22 августа 1904) — американская писательница, считающаяся одной из родоначальниц феминизма.

## Биография
Кэтрин О’Флаэрти родилась в 1850 году в городе Сент-Луис (штат Миссури) в ирландско-французской семье. В 1870 году вышла замуж за Оскара Шопена и переехала с ним в Новый Орлеан, а затем — на небольшую плантацию в штат Луизиана. У семейной пары было шестеро детей. После смерти мужа в 1882 году Кейт Шопен вернулась в родной Сент-Луис, где занялась писательской деятельностью. К началу 1890-х она регулярно писала рассказы, статьи и переводы, которые публиковались в местной периодике.
В 1899 году вышел в свет её роман «Пробуждение» (англ. The Awakening), который многими современниками был встречен в штыки. В книге речь идёт о женщине, оказавшейся зажатой в рамки налагаемых на неё общественных ограничений, всячески порицающих нарушение супружеской верности. После скандала, связанного с «Пробуждением», за который писательница обвинялась в безнравственности, Шопен стала писать значительно меньше, переключившись на рассказы. Скончалась она в 1904 году.
Будучи критикуемыми при жизни, произведения Шопен получили актуальность в XX веке вместе с развитием движения за женское равноправие. Сама писательница стала считаться одной из наиболее значимых фигур феминизма в США.

## Избранные работы
- 1890 — At Fault
- 1893 — Désirée’s Baby
- 1894 — Bayou Folk
- 1897 — A Night in Acadie
- 1899 — The Awakening